# Магдалена Бранденбургская (1460—1496)
Магдалена Бранденбургская (нем. Magdalena von Brandenburg ; 1460, Тангермюнде, Саксония-Анхальт — 17 июня 1496, Замок Гогенцоллерн) — бранденбургская принцесса, в замужестве графиня Гогенцоллерн.

## Биография
Магдалена была единственным ребенком в семье маркграфа Бранденбурга Фридриха III (1424—1463) и Агнессы Померанской (1436—1512), дочери герцога Барнима VIII.
17 июня 1482 года в Берлинском замке сочеталась браком с Эйтелем Фридрихом II Гогенцоллерном (1452—1512). Для Гогенцоллернов была важна связь Швабской и Бранденбургской ветвей дома. Магдалена стала прародительницей родов князей Гогенцоллерн-Гехинген и Гогенцоллерн-Зигмаринген.
Магдалена была похоронена в католической коллегиальной церкви Святого Иакова в Хехингене. Её надгробная плита возле главного алтаря, предположительно создана нюрнбергским скульптором Петером Фишером. На ней она изображена вместе с мужем. На Магдалене старинное немецкое платье и орден Лебедя на шее; у ног графини изображена собака — символ супружеской верности.

## Брак и потомство
В браке с Фридрихом у Магдалены родились шестеро детей:
- Вольфганг (1483/84—1517), граф Гогенцоллерн;
- Бeрта (ок. 1484—1551), сочеталась браком с графом  Альбрехтом III (ум. 1551);
- Йоахим (1485/86—1538);
- Мария Саломея (1488—1548), супруга графа Людовика XV  (ум. 1557);
- Эйтель Фридрих III (1494—1525), граф Гогенцоллерн, женился на Йоханне Виттхем (ум. 1544);
- Анна (1496—1530), монахиня.